# Feng Suave
Feng Suave is een Nederlands muziekduo uit Amsterdam, bestaande uit Daniël de Jong en Daniël Leonard Elvis. Het duo is gevormd in 2017 en maakt psychpop, een combinatie van psychedelische muziek en pop. Tot op heden heeft Feng Suave vier ep's uitgebracht.

## Geschiedenis

### Debuut-ep en internationale doorbraak
De Jong en Elvis begonnen beiden als singer-songwriters en deden allebei mee aan televisieprogramma De beste singer-songwriter van Nederland; De Jong in 2014 en Elvis in 2015. Nadat De Jong de auditie van Elvis had gezien, stuurde hij een berichtje om samen muziek te maken. Ze hadden elkaar een aantal keer hadden ontmoet, waarna ze beseften dat er een overlap in muzieksmaak was, met name in de reggae van voor de jaren tachtig en soul- en rockartiesten als Al Green, Bill Withers, Simon & Garfunkel en The Beatles. Ze bedachten de naam Feng Suave door de naam van een shampoo (Ultra Suave) te mengen met de filosofie Feng Shui. Pas later beseften ze dat Feng Suave in het Portugees ook vertaald naar "zachte wind", wat ze zelf ook passend vonden. Gemotiveerd door een contact bij Sony Music Entertainment, begonnen ze met het maken van muziek, wat na verschillende demo's leidde tot hun titelloze debuut-ep, onder eigen beheer uitgebracht. Van deze ep werden Honey, There's No Time en Sink into the Floor hits in de alternatieve muziekscene, met miljoenen streams in muziekplatform Spotify. Het betekende nationaal en internationaal de doorbraak voor de bank; zelfs Iggy Pop benoemde hun bij een radioprogramma op BBC 6 Music als veelbelovend artiest.
Aan het eind van 2017 stonden ze in het voorprogramma van de Australische band Tora bij optredens in Nederland en het Verenigd Koninkrijk. Vervolgens hadden ze in 2018 optredens in het Verenigd Koninkrijk, Duitsland en Frankrijk, naast optredens in Nederland bij een clubtour en op festivals als Grasnapolsky, Wildeburg, het Valkhof Festival en Into the Great Wide Open. In dat jaar werd ook de single Venus Flytrap uitgebracht. In begin 2019 stond Feng Suave op Noorderslag en Tweetakt Festival, waarna ze begonnen aan een internationale tour, spelend in Nederland, Denemarken, Zweden, het Verenigd Koninkrijk, Duitsland, België en Zwitserland. Door NPO 3FM werden ze uitgeroepen tot 3FM Talent en later in 2019 waren ze te horen op Nederlandse festivals als Best Kept Secret, Oerol en North Sea Jazz. Internationaal waren ze verder te zien op de festivals Macki Music te Parijs, Pete the Monkey te Caen, Piz Palü in Geneve en het Reeperbahn Festival in Hamburg.

### Warping Youth
Feng Suave kwam in begin 2020 met nieuwe muziek. Eerst werd de single Toking, Dozing uitgebracht, opgevolgd door de singles Maybe Another Time, I'm Warping Here en Half-moon Bag. Ze traden met de singles nog op in Mexico, voordat optreden door de coronacrisis tijdelijk niet mogelijk was. In juni 2020 werd tweede ep Warping Youth uitgebracht. De stijl van Warping Youth stapte af van de bedroompop van de eerdere ep en neigt meer naar de psychedelische soul. Zoals de titel doet vermoeden, gaat de ep over ervaringen van de liedvertellers in hun jeugd. 

### So Much For Gardeningen live-ep
Tijdens de coronapandemie zat het duo niet stil en werden de singles People Wither, Tomb for Rockets, Come Gather 'Round en Unweaving the Rainbow Forever uitgebracht. De laatste drie genoemden stonden op de ep So Much For Gardening. Deze ep werd door de band gemaakt om alles wat er gebeurd is in hun levens te verwerken en ondertussen dingen met de muziek te verbloemen. Toen in 2022 touren weer mogelijk was, werd er met deze ep weer een internationale tour gedaan, ditmaal spelend in het Verenigd Koninkrijk, België, Frankrijk, Duitsland, Mexico en de Verenigde Staten. In Nederland stonden ze in Tolhuistuin en EKKO, evenals op Eurosonic in het begin van het jaar. In 2023 werd vervolgens, net als eerdere ep's onder eigen beheer, de live-ep Feng Suave: Live from Studio Helmbreker uitgebracht, bestaande uit eerder uitgebrachte nummers opgenomen in Studio Helmbreker te Haarlem.

## Discografie (albums en ep's)
- Feng Suave (2017, ep)
- Warping Youth (2020, ep)
- So Much For Gardening (2021, ep)
- Feng Suave: Live from Studio Helmbreker (2023, live-ep)

- Gemeinsame Normdatei: 1249872642
- International Standard Name Identifier: 0000 0004 7001 7131
- MusicBrainz: 86a6268f-a7da-4322-a273-1edce2ea5a12
- Virtual International Authority File: 9032164298350508630008